# Masami Kubota
Masami Kubota (n. 6 decembrie 1931, Prefectura Osaka, Japonia) este un gimnast artistic ce a reprezentat Japonia, medaliat olimpic. A participat la o ediție a Jocurilor Olimpice (1956) în care a câștigat două medalii de argint și o medalie de bronz.